# Ceratodalia excurvata
Ceratodalia excurvata är en fjärilsart som beskrevs av Augustus Radcliffe Grote 1883. Ceratodalia excurvata ingår i släktet Ceratodalia och familjen mätare. Inga underarter finns listade i Catalogue of Life.